# Abbévillers
Abbévillers je francouzská obec, která se nachází v departementu Doubs, v regionu Franche-Comté. Obec má rozlohu 11,18 km². V roce 2012 zde žilo 1 064 obyvatel. Počet obyvatel rychle roste. Hustota zalidnění je zhruba 95 obyv./km². V roce 2000 bylo v okolí obce 5 farem.[zdroj?]